# Starbound
Starbound é um jogo de ação e aventura desenvolvido e publicado pela Chucklefish. Starbound ocorre em um universo bidimensional
gerado processualmente onde o jogador é capaz de explorar para obter novas armas, armaduras e itens, e para visitar cidades e vilas habitadas por várias formas de vida inteligente. O jogo foi lançado em julho de 2016 para Windows, OS X e Linux e para Windows via Xbox Game Pass em dezembro de 2020.

## Jogabilidade
Muitos elementos e recursos da jogabilidade, como itens, inimigos, e planetas, usam geração processual para fornecer uma variedade de conteúdo. O jogo apresenta missões baseadas em histórias, exploração livre, inimigos para lutar e capacidade de interação com o ambiente. A classe do personagem é definida por itens em que o jogador se equipa.
O jogador também tem a capacidade de cultivar e vender colheitas, construir prédios e cobrar aluguel ao inquilino NPCs quem pode morar nesses prédios.

## Recepção
Starbound recebeu críticas favoráveis após seu lançamento, de acordo com o agregador de 
críticas de videogame Metacritic. Leana Hafer, do IGN, elogiou a mecânica de criação, exploração e combate de Starbound, comparando-o com Terraria. Christopher Livingston da PC Gamer afirmou que Starbound era uma charmosa caixa de areia espacial que manteria os jogadores entretidos por horas. Nathan Grayson, do Kotaku, elogiou seus elementos de exploração, chamando o universo de "estranho e imprevisível" o suficiente para que os jogadores nunca se cansassem dele.
Em dezembro de 2016, Starbound já havia vendido mais de 2,5 milhões de cópias.